# 独山 (松阳)
独山又名百仞山、蜀峰等，位于中国浙江省丽水市松阳县西屏街道城区南1公里、松阴溪南岸，海拔272.3米，三面环田，北临松阴溪，因“其山孤峙，旁无连续”故名，其东南崖陡，西北坡缓，山形如蟾蹲坐。原山巅有蟾峰阁（近年重建）、太乙亭（已废），山下有大慈寺（已废）、瑞现夫人庙（龙母庙，现存清代建筑）等。“百仞云峰”为古松阳十景之一。